# Max Ørum
Max Mikkelsen Ørum (21. marts 1894 i Horsens – ?) var en dansk atlet og mekaniker. Han løb for Østerbro-klubben Københavns IF, efter han kom til København i 1913.
Ørum vandt tre danske mesterskaber; et på 400 meter 1915 og to på 4 x 100 meter: 1914 og 1915.
Ørum var mekaniker og blev senere værkmester på Finsens medicinske Lysinstitut.

## Personlige rekorder
- 100 meter: 11,3 2.september 1917
- 400 meter: 54,2 1915